# Apollon et Daphnis
Apollon et Marsyas ou Apollon et Daphnis (en italien : Apollo e Dafni) est une peinture à thème mythologique du Pérugin, datant de 1483 environ, conservée au Musée du Louvre à Paris.

## Histoire
La peinture est en général considérée comme une des plus représentatives du rapport entre Le Pérugin et Laurent de Médicis. 
La nudité des protagonistes fait allusion au monde antique.
L'œuvre achetée par le Musée du Louvre, à Paris, en 1883 était attribuée à l'époque au peintre Raphaël.

## Thème

### Classique (Marsyas)
Le thème de l'œuvre est mythologique : le concours entre Apollon et Marsyas, symbole de la lutte entre les influences apolliniennes et dionysiennes de l'homme, mais nombre de tableaux font l'impasse sur ce détail.

### Probable (Daphnis)
Le jeune homme, qui n'est pas représenté en satyre, a fait s'éveiller des soupçons et des études approfondies laissent présager qu'il puisse s'agir de Daphnis, le jeune pâtre inventeur de la zampogna et du chant bucolique qui mourut d'amour pour Apollon.

## Description
Les deux personnages représentés sont placés au premier plan et au même niveau, ils encadrent une ouverture sur le paysage et une lumière intense à l'arrière-plan. 
À droite, Apollon, cheveux longs, debout en contrapposto, avec ses attributs caractéristiques posés au sol (arc et carquois) et sa lyre pendue à un tronc coupé, s'appuie sur un bâton et surveille à gauche le silène Marsyas représenté en tant qu'homme, cheveux très courts, assis sur un rocher et jouant de sa flûte. La position de Marsyas (assis) permet à Apollon (debout) de le regarder « d'en haut », en le dominant, laissant présager du résultat de la confrontation. 
Les couleurs employées sont claires et douces. La carnation d'Apollon et Marsyas est plutôt claire, Apollon en particulier bénéficiant d'un éclairage plus intensif. Les deux personnages sont enveloppés dans un halo de lumière dorée, leurs visages et les corps, sont lisses et peu expressifs. 
Les instruments musicaux en bois bénéficient d'un éclairage particulier.
Sur le bas du tableau le sol est sombre ainsi que la végétation située en arrière, mettant en valeur par contraste les corps clairs d'Apollon et Marsyas.
Les oiseaux qui s'accouplent en vol en haut du tableau sont une allusion aux cycles de la nature.
Le sol est parsemé de petites fleurs jaunes et blanches, éparpillées entre les personnages et sous la jambe droite de Marsyas.
En arrière-plan le paysage présente une ville ou un château, un pont à trois arcs, quelques arbres caractéristiques du Pérugin, ainsi que des collines un fleuve inspirant une sensation de calme et sérénité, à l'horizon, le soleil levant éclaire intensément la toile.

## Analyse

### Classique (Marsyas)
Le concours entre Apollon et Marsyas, symbole de la lutte entre les influences apolliniennes et dionysiennes de l'homme, est un sujet favori des artistes antiques.

### Probable (Daphnis)
Daphnis serait en fait la version grecque du nom Laurus, c'est-à-dire Laurent (de Médicis), et sa passion pour Apollon est une allusion à la vocation pour les arts, la beauté et la poésie. La figure d'Apollon reproduit la pose de l'Hermes de Praxitèle, tandis que Daphnis reprend un Hermès au repos de Lysippe. Ces références à l'époque antique rendent hommage à la culture humaniste et ne la rendent déchiffrable que par une élite restreinte d'académiciens florentins et autres, pour un nouveau hortus conclusus, entendu comme paradis intellectuel.

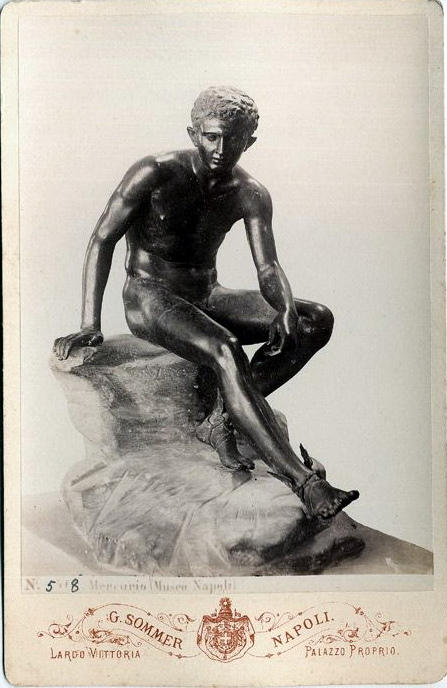
Hermès au repos, Lysippe.
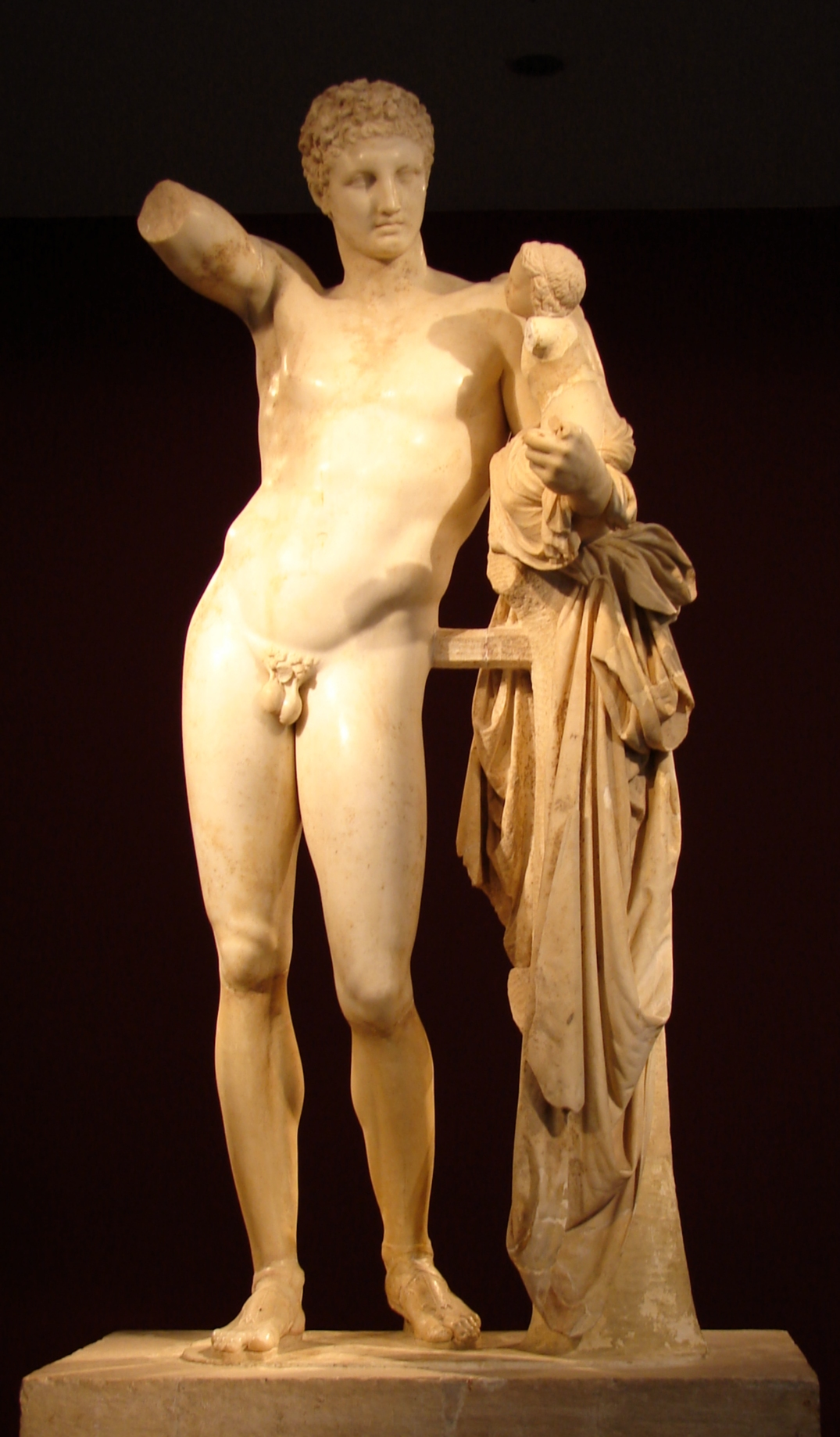
Hermes et Dionysos, Praxitèle.